# Yekaterina Sarıyeva
Yekaterina Sarıyeva (ros.: Екатерина Сариева, Jekatierina Sarijewa; ur. 18 grudnia 1995) – azerska lekkoatletka, trójskoczkini.

## Osiągnięcia
| Rok  | Impreza                                   | Miejsce   | Konkurencja | Lokata            | Wynik  |
| ---- | ----------------------------------------- | --------- | ----------- | ----------------- | ------ |
| 2011 | III liga drużynowych mistrzostw Europy    | Reykjavík | trójskok    | 9. miejsce        | 11,28  |
| 2011 | III liga drużynowych mistrzostw Europy    | Reykjavík | skok w dal  | 10. miejsce       | 5,07   |
| 2011 | Olimpijski festiwal młodzieży Europy      | Trabzon   | trójskok    | el. – 18. miejsce | 11,53  |
| 2012 | Mistrzostwa świata juniorów               | Barcelona | trójskok    | 7. miejsce        | 13,33  |
| 2013 | Igrzyska solidarności islamskiej          | Palembang | trójskok    | 1. miejsce        | 13,28  |
| 2015 | III liga drużynowych mistrzostw Europy    | Baku      | skok w dal  | 5. miejsce        | 5,69   |
| 2015 | III liga drużynowych mistrzostw Europy    | Baku      | trójskok    | 3. miejsce        | 13,27  |
| 2015 | Młodzieżowe mistrzostwa Europy            | Tallinn   | trójskok    | 11. miejsce       | 12,90  |
| 2017 | Igrzyska solidarności islamskiej          | Baku      | trójskok    | 3. miejsce        | 12,81  |
| 2021 | III liga drużynowych mistrzostw Europy    | Limassol  | trójskok    | 5. miejsce        | 12,45  |
| 2022 | Mistrzostwa świata                        | Eugene    | trójskok    | el. – 26. miejsce | 13,46  |
| 2022 | Mistrzostwa Europy                        | Monachium | trójskok    | el. – 13. miejsce | 13,66  |
| 2023 | Halowe mistrzostwa Europy                 | Stambuł   | trójskok    | el. – 11. miejsce | 13,55  |
| 2023 | III dywizja drużynowych mistrzostw Europy | Chorzów   | trójskok    | 1. miejsce        | 13,38  |
| 2024 | Mistrzostwa Europy                        | Rzym      | trójskok    | el. – 24. miejsce | 12,93  |
| 2025 | III dywizja drużynowych mistrzostw Europy | Maribor   | skok w dal  | 7. miejsce        | 5,59   |
| 2025 | III dywizja drużynowych mistrzostw Europy | Maribor   | trójskok    | 1. miejsce        | 13,87w |

Złota medalistka mistrzostw Azerbejdżanu oraz reprezentantka kraju na drużynowych mistrzostwach Europy.

## Rekordy życiowe
- Trójskok – 13,89 (2023) rekord Azerbejdżanu / 14,12w (2022)
- Trójskok (hala) – 13,56 (2024) rekord Azerbejdżanu